# The Reptile House E.P.
The Reptile House E.P. è il secondo EP del gruppo gothic rock inglese The Sisters of Mercy, pubblicato il 16 maggio 1983.
L'EP non è mai stato distribuito come CD a sé stante, ma è stato incluso nella raccolta Some Girls Wander by Mistake.
L'EP è stata la seconda uscita del gruppo negli Stati Uniti, edito dalla Brain Eater Records (di Island Park, New York) il 10 luglio 1983. Brain Eater aveva in precedenza emesso il precedente EP della band Alice di quell'anno.

## Tracce
Testi e musiche di Eldritch.
Lato A
1. Kiss the Carpet - 5:55
2. Lights - 5:51

Lato AA
1. Valentine - 4:44
2. Fix - 3:42
3. Burn - 4:50
4. Kiss the Carpet (Reprise)	0:36 (omesso dalla lista delle tracce)

## Formazione
- Andrew Eldritch - voce
- Ben Gunn - chitarra
- Gary Marx - chitarra
- Craig Adams – basso
- Doktor Avalanche (drum machine) - batteria